# Kasteel Hugenpoet
Kasteel Hugenpoet is een waterkasteel in Kettwig, een stadsdeel van de Duitse stad Essen. Het ligt in de riviervlakte links van de Ruhr. Het gebouw, dat op een steenworp afstand van Kasteel Landsberg ligt, stamt uit de zestiende eeuw maar kreeg zijn huidige uiterlijk in de negentiende eeuw. In het kasteel is een hotel-restaurant gevestigd.

## Geschiedenis
Het voorgangerkasteel, dat 300 m naar het noord-westen ligt en waarvan tegenwoordig nog overblijfselen van de slotgracht zichtbaar zijn, wordt al in de achtste eeuw genoemd. Het diende ter bescherming van een brug over de Ruhr. In 1478 werd de burcht verwoest.
Aan het begin van de zestiende eeuw bouwden de ridders van Hugenpoet "op een buksschot" afstand van hun oude onderkomen een nieuw kasteel, het Kasteel Hugenpoet, maar in 1633, tijdens de Dertigjarige Oorlog, werd het alweer zwaar beschadigd. Onder Johann Wilhem van Nesselrode en zijn zoon Konstantin Erasmus werden de ruïnes vervolgens afgebroken en het kasteel opnieuw opgebouwd. Hun nakomelingen kwamen in financiële problemen en moesten het kasteel in 1831 aan de familie Fürstenberg verkopen, die het tot op heden bezitten. Tussen 1844 en 1872 werd het hoofdgebouw in neorenaissance-stijl omgebouwd.
Na de Tweede Wereldoorlog was tijdelijk de collectie van het Folkwang-Museum in het gebouw ondergebracht. Sinds 1955 is een luxueus hotel-restaurant in het kasteel gevestigd.

## Beschrijving
Het kasteel is gebouwd op drie eilanden, die door slotgrachten omgeven zijn. Via een brug bereikt men door een poort de buitenste voorburcht, waarschijnlijk het oudste deel van het kasteel. De hoofdweg loopt over nog een brug naar de binnenste voorburcht. De binnenplaats wordt hier aan de oost- en aan de westzijde door gebouwen begrensd. De ingang bevindt zich onder de oostelijke daarvan. Ten noorden van de binnenste voorburcht ligt het herenhuis in neorenaissance-stijl, dat direct in het water staat, met twee grote torens aan de beide uiteinden.